# 武林群俠傳

《武林群俠傳》遊戲開始時，主角初入洛陽的遊戲螢幕截圖

《武林群俠傳》是一款由智冠科技旗下河洛工作室開發、台灣智冠科技發行的一款角色扮演遊戲 （RPG），於2001年8月在台灣發行。本作為智冠科技旗下河洛工作室「群俠三部曲」之一，另外兩部遊戲作品為《金庸群俠傳》及《三國群俠傳》。而基於本作改編的完全重製版《俠客風雲傳》，在2015年7月28日上市。
同時，還有一款為 《武林群俠傳Online》 的線上遊戲。是由中華網龍開發、馬來西亞 CiBmall 發行的一款角色扮演遊戲 （MMORPG），於2008年8月在台灣發行。2017年重新在中國、馬來西亞等地上線。

## 背景設定
本作故事為前作《金庸群俠傳》中主角小蝦米消失的一百年後。主角東方未明（3.0版玩家可自由修改名字）至洛陽城瞻仰小蝦米雕像，因緣際會下，認識逍遙谷的大師兄谷月軒，並因遭其師叔玄冥子下毒，而被帶回逍遙谷療養，從此拜入逍遙谷門下，進而踏入紛繁複雜的武林江湖。
《武林群俠傳》是一部融合養成與RPG的武俠遊戲，以默默無聞的東方未明通過不斷努力慢慢發展成享譽武林的武林高手為故事而展開的。遊戲操作高度自由，玩家可以訓練各式各樣的技能和武功，創造出自己心目中的大俠。
遊戲中可修煉包括外、內、軟、硬功等功法，以及刀、劍、拳、腳等各類武術之外，還有釣魚、醫術、棋力、打獵、挖礦、茶藝等等各種生存技能（某些生存技能练到最高境界时，可以领悟相应的武功秘籍）。遊戲結局也會因為玩家的選擇而出現多種變化。

## 遊戲特色
- 同時具有寫實唯美及Q版可愛的美術風格。

- 富含高自由度（養成模式、無限制的隱藏任務）

玩家可操作角色東方未明的發展方向，不管是稱霸一方的武林盟主，或是某方面專精的一代宗師，或是攜美隱退的隱士，或是惡名昭彰的大反派...，不同的選擇造就不同的結局，遊戲全域都由玩家掌控。多劇情多結局的設定造就了遊戲的自由度及其靈活。
- RPG+養成交替的模式：

開場初入洛陽即為RPG遊戲模式，通過大量而緊湊的支線劇情交織出一個充滿江湖韻味的洛陽。劇情中雖充斥大段講解引導，但卻充滿文化底蘊。在RPG模式採取十二時辰中從卯時到申時的時間設定，又將其中的各種小遊戲以回合制的形式與時間掛鉤。養成模式直接採用回合制來控制時間進度，並加入了戰棋遊戲中的戰鬥模式。
- 豐富的小遊戲

遊戲中還搭配釣魚、打獵、挖礦、採藥、彈琴、下棋、猜拳等各種小遊戲。

## 女主角
本作可攻略的女主角共有6位：
- 齊麗：野拳門門主齊老之女。
- 紀玟：獸王莊四莊主，個性獨立、潑辣。
- 沈湘芸：神醫之女，喜歡收集傘。
- 任清璇：個性善良，身世少為人知。喜愛花藝。
- 藍婷：毒龍教教主，擅長用毒，喜愛江南絲綢織品。
- 史燕：自幼為孤兒，個性獨立，喜愛錢財。原為丐幫大仁堂的幫眾，因盜墓而被逐出丐幫，人稱“盜墓燕”。

## 故事結局
- 猎人射死篇
- 乞丐篇
- 無名小卒篇
- 西域安國侯篇（奇派路線、天王路線）
- 正派路線［共有5個分支］

1. 武林盟主篇
2. 逍遙掌門篇
3. 遨游江湖篇
4. 武林至尊篇
5. 大俠戰死篇

- 邪派路線（天龍路線）［共有2個分支］

1. 武林霸主篇
2. 天龍教主篇

- 天都峰困死篇（bug结局）

## 同人游戏
- 金庸群俠傳2（flash游戏）

## 外部連結
- 百度貼吧：武林群俠傳 （页面存档备份，存于）